# Le Soulier de satin (film)
Pour les articles homonymes, voir Le Soulier de satin (homonymie).
Pour plus de détails, voir Fiche technique et Distribution.
Le Soulier de satin (titre original : O Sapato de Cetim) est un film portugais réalisé par Manoel de Oliveira, sorti en 1985.
C'est une adaptation de la pièce de théâtre Le Soulier de satin de Paul Claudel.

## Synopsis
Pendant l'âge d’or espagnol, Doña Prouhèze est l'épouse d’un noble mais elle aime profondément Don Rodrigo. Ce dernier est contraint de fuir l’Espagne pour se rendre dans les colonies espagnoles du Nouveau Monde. Entre-temps, Prouhèze est envoyé en Afrique avec son mari pour gouverner la ville de Mogador. Dix ans plus tard, Rodrigo quitte l’Amérique pour rejoindre l'Afrique à la recherche de celle qu'il aime. 
Il découvrira qu’elle est morte en ayant donné naissance à une fille, dont il est le père biologique.

## Fiche technique
- Titre : Le Soulier de satin
- Titre original : O Sapato de Cetim
- Réalisation : Manoel de Oliveira
- Scénario : Manoel de Oliveira d'après la pièce de théâtre Le Soulier de satin Paul Claudel
- Photographie : Elso Roque
- Pays :  France,  Portugal,  Allemagne de l'Ouest et  Suisse
- Langue : portugais - français
- Format : Couleurs - Mono - 35 mm
- Genre : drame
- Durée : 410 minutes
- Date de sortie au Portugal : 24 septembre 1985
- Date de sortie en France : 8 janvier 1986

## Distribution
- Luís Miguel Cintra : Don Rodrigue
- Patricia Barzyk : Dona Prouhèze
- Anne Consigny : Marie des Sept-Épées
- Anne Gautier : Dona Musique
- Bernard Alane : Le vice-roi de Naples
- Jean-Pierre Bernard : Don Camille
- Marie-Christine Barrault : La lune
- Isabelle Weingarten : L'Ange Gardien
- Henri Serre : Le premier roi
- Jean-Yves Berteloot : Le deuxième roi
- Catherine Jarrett : La première actrice
- Anny Romand : La deuxième actrice
- Bérangère Jean : La bouchère
- Franck Oger : Don Pélage
- Jean Badin : Don Balthazar
- Denise Gence : le chemin de St-Jacques
- Roland Monod : Le frère Léon
- Madeleine Marion : la religieuse
- Bernard Tixier : Ministres
- Rosette : la camériste

## Distinctions
- Prix de l'Âge d'or 1985
- Compétition Officielle Festival de Cannes 1985